# Blechnum confusum
Blechnum confusum är en kambräkenväxtart som först beskrevs av Fourn. och fick sitt nu gällande namn av Garth Brownlie.
Blechnum confusum ingår i släktet Blechnum och familjen Blechnaceae. Inga underarter finns listade i Catalogue of Life.